# Лавовска грива
Лавовска грива (Cyаnea capillata), див медуза или длакава медуза, је највећа позната врста медуза. Настањује ареал хладних, бореалних вода Артика, северног Атлантика и северног Пацифика. Често се може наћи у водама Енглеског канала, Ирског мора, Северног мора и у западном делу Скандинавије јужно до Категата и Ересунда. Такође су нађене јединке у југозападном делу Балтичког мора али овде не могу да се размножавају због ниског салинитета вода. Врсте које су сличне Лавовској гриви, за које се мисли да припадају истој врсти насељавају мора Аустралије и Новог Зеланда. Највећи забележен примерак, откривен је 1870. године на обали залива Масачусет. Звоно (кишобран) оне медузе имало је пречник 2,3 метра и ручице (тентакуле) дужине 37 метара. Ова врста медузе насељава воде 42° северне географске дужине. Лавовска грива користи своје тентакуле за напад, одбрану и лов. Храни се рибама,рачићима и мањим медузама.

## Таксономија
Таксономија врсте Cyаnea capillata није у потпуности усаглашена. Неки зоолози су предложили да се све врсте унутар истог рода третирају као једна врста. Међутим, два различита таксона се јављају заједно у источно северном Атлантику, а плава медуза (Cyanea lamarckii Péron & Lesueur, 1810) се разликује у боји и мање је величине (пречник 10-20 cm, ретко 35 cm) у односну на Cyаnea capillata. Популације у западном Пацифику око Јапана понекад се разликују као Cyanea nozakii, или као подврста, C. c. nozakii. Током 2015. године, руски истраживачи најавили су могућу сестринску врсту, Cyanea tzetlinii, пронађена у Белом мору, али то још није признато од стране других ауторитативних база података као што су WoRMS или ITIS.

## Опис врсте

### Величина тела и боја тела
Лавовска грива Cyаnea capillata је добила назив по својим раскошним, дугим тентакулама које подсећају на лавовску гриву. Величина тела варира, углавном достиже величину од преко 2 метра, међутим оне које су пронађене на нижим географским дужинама су знатно мање у поређену са врстама северних географских предела  и величина њиховог звона износи око 50 центиметара. Величина тела одређује боју врста, већи примерци су тамноцрвене до тамнољубичасте, док су мањи примерци светлије наранџасти или светло браон, а постоје и примерци који су безбојни. Звоно Лавовске гриве је подељено у режњеве, сваки режањ садржи од 70 до 150 тентакула, поређаних у четири реда. На ободу звона налази се орган – ропалијум, који омогућава медузи да се оријентише. Од центра усног отвора, полази велики број декоративних пипака које садрже доста жарих ћелија. Број ових пипака износи око 1200. Дугачке, тантакуле, произилазе са унутрашње стране субамбреле, које се дефинише као изузетно лепљива и такође има жарне ћелије. Тентакуле могу бити дугачке од 30 метара, а највећа забележена дужина тентакула је 37 метара. Ова необична дужина је заправо дужа од величине плавог кита, тиме добија статус најдуже познате врсте на свету.